# Geoff Gallop
Geoffrey Ian Gallop AC, né le 27 septembre 1951 à Geraldton, est un universitaire et homme d'État australien. Il a été le 27e Premier ministre d'Australie-Occidentale de 2001 à 2006. Il réside actuellement à Sydney.

## Jeunesse et éducation
Gallop est né à Geraldton et a rejoint le Parti travailliste australien en 1971. Après des études d'économie à l'Université d'Australie-Occidentale, il reçoit une bourse Rhodes en 1972 et suit un premier cycle de philosophie, politique et économie au St John's College à l'Université d'Oxford où il rencontre et se lie d'amitié avec Tony Blair. Blair est le parrain du fils de Tom Gallop et Gallop était garçon d'honneur au mariage de Tony Blair en 1980. il est aussi un ami de longue date de l'ancien chef du parti travailliste Kim Beazley.
Avant d'entrer en politique, Gallop a travaillé comme professeur et conférencier à la fois à l'Université Murdoch et à l'Université d'Australie-Occidentale. Il a été conseiller municipal de Fremantle de 1983 à 1986.

## Politique
Gallop a été élu député d'Australie-Occidentale pour la circonscription de Victoria Park en 1986. De 1990 à 1993, dans le gouvernement travailliste de Carmen Lawrence, Gallop occupa différents portefeuilles comme ceux de ministre de l'Éducation, de la réforme parlementaire et électorale, du pétrole et de l'énergie, de la réforme micro-économique et secrétaire d'état auprès du ministre des finances. Le gouvernement Lawrence fut battu à l'élection de 1993 et Gallop devint vice-président du Parti travailliste.

### Chef de l'opposition
Dans l'opposition, il continua d'occuper différentes responsabilités ministérielles du gouvernement fantôme comme ministre des Finances, ministre des ressources et de l'énergie, ministre de la réforme électorale et du parlement national, de la fonction publique, des Sports et des Loisirs, des Affaires autochtones, de la Santé, des Affaires fédérales, du Sud-Ouest.
En octobre 1996, Jim McGinty démissionna de son poste de chef de l'opposition et nomma Gallop comme son successeur, un poste qu'il occupa sans vote. Peu de temps après, en décembre de la même année, il conduisit l'opposition travailliste aux élections de l'État. Il fut battu par le Parti libéral conduit par Richard Court.

### Gouvernement
Lors de l'élection du 10 février 2001, Gallop conduisit le Parti travailliste à la victoire, devint premier ministre et ministre de la gestion du secteur public, des affaires fédérales, des sciences, de la Citoyenneté et des intérêts multiculturels. Gallop remporta ensuite un second mandat lors de l'élection du 26 février 2005. 

### Démission
Le 16 janvier 2006, Gallop annonça sa démission du Parlement afin de contribuer au traitement de sa dépression. Eric Ripper pris le relais de Gallop par intérim en attendant un vote travailliste pour désigner le chef du parti. Alan Carpenter fut élu à l'unanimité et prêta serment le 25 janvier 2006.